# Чернецкое (Вологодский район)
Чернецкое — деревня в Вологодском районе Вологодской области.
Входит в состав Марковского сельского поселения, с точки зрения административно-территориального деления — в Марковский сельсовет.
Расстояние по автодороге до районного центра Вологды — 27 км, до центра муниципального образования Васильевского — 5 км. Ближайшие населённые пункты — Матвеевское, Редькино, Порошино, Марково, Поповское.
По данным переписи в 2002 году постоянного населения не было.